# Dichoropetalum junceum
Dichoropetalum junceum är en växtart i släktet Dichoropetalum och familjen flockblommiga växter.
Arten är en perenn ört som förekommer från södra Turkiet till Jordanien. Den beskrevs först som Johrenia juncea av Pierre Edmond Boissier 1844, och fick sitt nu gällande namn av Michail Pimenov och Jevgenij Kljujkov 2007.